# کلوکی (استان پومرانی)
کلوکی (به لهستانی:  Kluki) یک روستا در لهستان است که در گمینا سمووجنو واقع شده‌است. کلوکی  ۹۰ نفر جمعیت دارد.